# Bambi-Verleihung 2004
Die 56. Bambi-Verleihung fand am 18. November 2004 im Theater im Hafen in Hamburg statt. Sie wurde von Johannes B. Kerner, Sandra Maischberger und Eva Padberg moderiert und live in der ARD übertragen.

## Veranstaltung

### Sibel Kekilli
Für ihre schauspielerische Leistung in dem Film Gegen die Wand erhielt Sibel Kekilli den Bambi in der Kategorie Shooting Star. In ihrer Dankesrede griff sie die Bild und den Kölner Express für deren Artikel über ihre Auftritte in Pornofilmen an. Sie dankte ihnen ausdrücklich nicht und rief sie auf, endlich „mit dieser dreckigen Hetzkampagne“ aufzuhören und fügte hinzu: „Das, was ihr macht, nennt man Medienvergewaltigung.“ Für diesen Auftritt erhielt sie nicht nur Respekt und Solidarität von anwesenden (wie Til Schweiger, Olli Dittrich oder Barbara Schöneberger), sondern auch von der Presse. Die Frankfurter Allgemeine Zeitung meinte dazu „Für echten Glanz auf der Gala sorgte vor allem Sibell Kekilli“ und die Süddeutsche Zeitung fand, die Rede sei „[e]iner der bewegendsten Momente des Abends“, eine Formulierung, die auch Der Spiegel wählte.

### Der Publikums-Bambi
Beim Publikums-Bambi 2004 wurde nach dem „TV-Ereignis des Jahres“ gesucht. Nominiert waren die Übertragungen des Achtelfinalspieles der Champions League zwischen Real Madrid und dem FC Bayern München, der Eröffnungsfeier der Olympischen Spiele von Athen und des Eurovision Song Contest. Außerdem waren die Wok-WM und ein Prominentenspecial von Wer wird Millionär? nominiert. Der Bambi ging an das Prominentenspecial und wurde von Günther Jauch und Alice Schwarzer entgegengenommen.

### Das Thema: AIDS
Der Kampf gegen AIDS war das soziale Motto der Bambi-Verleihung von 2004. Elton John wurde für sein Engagement gegen AIDS in der Kategorie Charity ausgezeichnet. Auch der Ehrenbambi für Nelson Mandela und Jürgen Schrempp wurde in diesem Zusammenhang vergeben, wie auch der Bambi für Engagement, der an Frieder Alberth ging.

## Preisträger
Aufbauend auf der Bambidatenbank:

### Charity
Elton John

### Ehrenbambi
Nelson Mandela und Jürgen Schrempp

### Engagement
Frieder Alberth

### Film International
Tom Hanks für Der Polarexpress

 Laudatio: Sophia Loren

### Film National
Bernd Eichinger, Oliver Hirschbiegel, Alexandra Maria Lara, Heino Ferch, Christian Berkel und Bruno Ganz für Der Untergang

 Laudatio: Helmut Kohl

### Infotainment
Johannes B. Kerner

### Karriere
Diane Kruger

 Laudatio: Benno Fürmann

### Lebenswerk
Heidi Kabel

 Laudatio: Jan Fedder

### Mode
Donatella Versace

 Laudatio: Tico Torres

### Pop International männlich
Seal

### Pop International weiblich
Shania Twain

### Shooting Star
Sibel Kekilli für Gegen die Wand

### Sonderpreis der Jury
Michael Herbig, Rick Kavanian, Christian Tramitz, Sky du Mont, Til Schweiger und Anja Kling für (T)Raumschiff Surprise

### Sport
Andreas Dittmer, Birgit Fischer, Christian Gille, Carolin Leonhardt, Maike Nollen, Ronald Rauhe, Katrin Wagner-Augustin, Tim Wieskötter und Tomasz Wylenzek – „Die Goldkanuten von Olympia“

### TV Ereignis des Jahres
Alice Schwarzer und Günther Jauch für ein Prominentenspecial in Wer wird Millionär?